# Amalric I de Jerusalem
Amalric I de Jerusalem (1136 - 11 de juliol de 1174) va ser rei del regne llatí de Jerusalem des de 1162 fins a la seva mort. Fill petit dels reis Folc V d'Anjou i Melisenda de Jerusalem, va succeir el seu germà Balduí III. Va aliar-se amb el seu sogre, l'emperador romà d'Orient Manuel I Comnè, per evitar que l'atabeg turc de Síria Nur-ad-Din Mahmud, s'apoderés de l'Egipte fatimita.

## Família
|  |                            |  |  |  |  |  |  |  |  |  |  |  |  |  |  |  |
|  | Comte Jofré II de Gâtinais |  |  |  |  |  |  |  |  |  |  |  |  |  |  |  |
|  |                            |  |  |  |  |  |  |  |  |  |  |  |  |  |  |  |
|  |                            |  |  |  |  |  |  |  |  |  |  |  |  |  |  |  |
|  | Comte Folc IV d'Anjou      |  |  |  |  |  |  |  |  |  |  |  |  |  |  |  |
|  |                            |  |  |  |  |  |  |  |  |  |  |  |  |  |  |  |
|  |                            |  |  |  |  |  |  |  |  |  |  |  |  |  |  |  |
|  | Ermengarda d'Anjou         |  |  |  |  |  |  |  |  |  |  |  |  |  |  |  |
|  |                            |  |  |  |  |  |  |  |  |  |  |  |  |  |  |  |
|  |                            |  |  |  |  |  |  |  |  |  |  |  |  |  |  |  |
|  | Folc de Jerusalem          |  |  |  |  |  |  |  |  |  |  |  |  |  |  |  |
|  |                            |  |  |  |  |  |  |  |  |  |  |  |  |  |  |  |
|  |                            |  |  |  |  |  |  |  |  |  |  |  |  |  |  |  |
|  | Simó I de Montfort         |  |  |  |  |  |  |  |  |  |  |  |  |  |  |  |
|  |                            |  |  |  |  |  |  |  |  |  |  |  |  |  |  |  |
|  |                            |  |  |  |  |  |  |  |  |  |  |  |  |  |  |  |
|  | Bertrada de Montfort       |  |  |  |  |  |  |  |  |  |  |  |  |  |  |  |
|  |                            |  |  |  |  |  |  |  |  |  |  |  |  |  |  |  |
|  |                            |  |  |  |  |  |  |  |  |  |  |  |  |  |  |  |
|  | Agnès d'Evreux             |  |  |  |  |  |  |  |  |  |  |  |  |  |  |  |
|  |                            |  |  |  |  |  |  |  |  |  |  |  |  |  |  |  |
|  |                            |  |  |  |  |  |  |  |  |  |  |  |  |  |  |  |
|  | Amalric I de Jerusalem     |  |  |  |  |  |  |  |  |  |  |  |  |  |  |  |
|  |                            |  |  |  |  |  |  |  |  |  |  |  |  |  |  |  |
|  |                            |  |  |  |  |  |  |  |  |  |  |  |  |  |  |  |
|  | Hug de Rethel              |  |  |  |  |  |  |  |  |  |  |  |  |  |  |  |
|  |                            |  |  |  |  |  |  |  |  |  |  |  |  |  |  |  |
|  |                            |  |  |  |  |  |  |  |  |  |  |  |  |  |  |  |
|  | Balduí II de Jerusalem     |  |  |  |  |  |  |  |  |  |  |  |  |  |  |  |
|  |                            |  |  |  |  |  |  |  |  |  |  |  |  |  |  |  |
|  |                            |  |  |  |  |  |  |  |  |  |  |  |  |  |  |  |
|  | Melisende de Montlhéry     |  |  |  |  |  |  |  |  |  |  |  |  |  |  |  |
|  |                            |  |  |  |  |  |  |  |  |  |  |  |  |  |  |  |
|  |                            |  |  |  |  |  |  |  |  |  |  |  |  |  |  |  |
|  | Melisenda de Jerusalem     |  |  |  |  |  |  |  |  |  |  |  |  |  |  |  |
|  |                            |  |  |  |  |  |  |  |  |  |  |  |  |  |  |  |
|  |                            |  |  |  |  |  |  |  |  |  |  |  |  |  |  |  |
|  | Gabriel de Melitene        |  |  |  |  |  |  |  |  |  |  |  |  |  |  |  |
|  |                            |  |  |  |  |  |  |  |  |  |  |  |  |  |  |  |
|  |                            |  |  |  |  |  |  |  |  |  |  |  |  |  |  |  |
|  | Morfia de Melitene         |  |  |  |  |  |  |  |  |  |  |  |  |  |  |  |
|  |                            |  |  |  |  |  |  |  |  |  |  |  |  |  |  |  |
|  |                            |  |  |  |  |  |  |  |  |  |  |  |  |  |  |  |

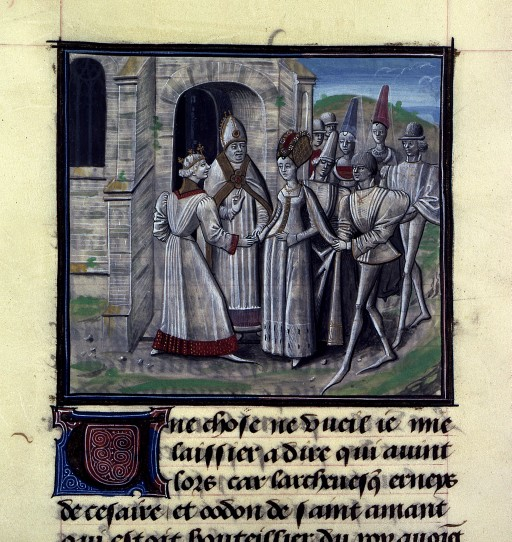
Casament d'Amalric amb Maria Comnena. Il·lustració del a la Història de Guillem de Tir.

Amalric es casà el 1157 amb Agnès de Courtenay (v. 1136 - v. 1184). Tingueren tres fills:
- Sibil·la (v. 1159 - 1190), regnaria conjuntament amb el seu espòs Guiu de Lusignan després de la mort del seu germà petit Balduí.
- Balduí (1161 - 1185), dit el Leprós, succeïria el seu pare com a Balduí III.
- Aleix (?-?), moriria a la infància.

Després del divorci amb Agnès, Amalric es tornà a casar el 1167 amb Maria Comnena (v. 1154 - v.1212). Van tenir una filla:
- Isabel (1172-), succeïria el seu pare com a rei després de la caiguda de Jersualem, conjuntament amb els seus marits.

## Accés al tron
Amalric era encara un nen quan l'any 1143 va morir el seu pare Folc d'Anjou. El tron del regne de Jerusalem va passar de forma conjunta a la seva mare Melisenda de Jerusalem i al seu germà gran Balduí III. Quan Balduí va arribar a la majoria d'edat Melisenda no va abdicar, i la situació entre tots dos s'anava tornant cada cop més hostil. El 1152 Balduí es va fer coronar rei en solitari i esclatà una guerra civil entre mare i fill.
Amalric, que el 1151 havia estat investit comte de Jaffa, va romandre lleial a la seva mare. Melisenda controlava la ciutat de Jerusalem, i Balduí tenia la seva base al nord del regne. Finalment Balduí va envair el regne i va assetjar Melisenda i Amalric a la Torre de David, fins que Melisenda es veié obligada a renunciar al tron.
Balduí va permetre a Amalric mantenir-se com a comte de Jaffa, i quan va conquerir la fortalesa egípcia d'Ascaló també li va entregar en feu.
El 1157 es va casar amb Agnès de Courtenay, filla de Joscelí II d'Edessa. El patriarca Folc de Jerusalem es va oposar al matrimoni per motius de consanguinitat, ja que tots dos compartien com a rebesavi a Gui de Montlhéry. Amalric i Agnès tingueren tres fills: Sibil·la, Balduí, i Alix (que moriria en la infància).
Quan Balduí III va morir el 1162, Amalric es convertí en l'hereu del regne. Hi hagué, però, certa oposició a acceptar a Agnès com a reina pel grau de consanguinitat i per l'hostilitat que generava a la ciutat de Jerusalem. Finalment Amalric va acceptar de pujar al tron sense esposa, tot i que Agnès retingué el títol de comtessa de Jaffa i Acaló i cobrava els tributs dels seus feus. Tanmateix, l'Església va dictaminar que els fills que havien tingut Amalric i Agnès eren legítims i podien ser considerats per a la successió.

## Regnat
Com a estat croat, Jerusalem estava permanentment en estat de guerra. Des del fracàs de la Segona Croada el 1147, la frontera del nord estava amenaçada per Nur-ad-Din Mahmud que havia reunificat Síria amb la conquesta de Damasc. Al sud limitava amb el Califat Fatimita d'Egipte, que es trobava amb una sèrie de califes joves i guerres civils que feien creure possibles els desitjos croats d'envair el regne. La captura d'Ascaló per part de Balduí III feia la conquesta d'Egipte més abastable, i els cavallers hospitalers van començar a preparar plans per una possible invasió.
Amb el pretext que no havien pagat el tribut anual corresponent, l'any 1163 Amalric va liderar una expedició contra Egipte. Va derrotar les forces del visir a Pelúsion, obligant-lo a retirar-se a Bilbeis. Després va aprofitar-se de les lluites internes entre la noblesa local per obtenir noves victòries.

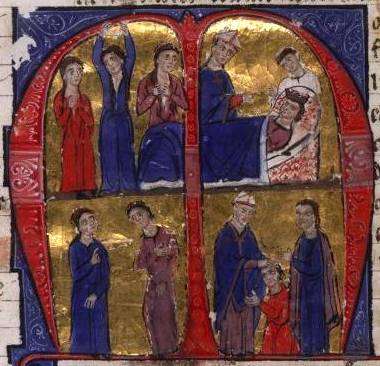
Mort d'Amalric i coronació del seu fill Balduí IV, en una miniatura del il·lustrant la Història de Guillem de Tir

En tornar a Jerusalem el 1167 va casar-se amb Maria Comnena, besneboda de l'emperador romà d'Orient Manuel I Comnè Les negociacions havien durat dos anys i no van prosperar fins que Amalric va renunciar a les seves pretensions sobre Antioquia. El 1168 Amalric i Manuel van signar una aliançacontra Egipte, davant l'amenaça que representaven les aproximacions entre el visir i Nūr al-Dīn.
Amalric va passar a l'ofensiva i tornà a envair Egipte, sense esperar l'arribada dels reforços romans d'Orient i amb la negativa dels templers a prendre part a l'expedició. Va saquejar Bilbeis i va marxar cap al Caire, però quan Nūr al-Dīn va enviar-hi el seu general Shirkuh amb un exèrcit Amalric es va retirar.
El gener de 1169 Shirkuh va fer assassinar el visir egipci i ocupà el seu càrrec. Quan Shurkuh moria el març d'aquell mateix any, va ser succeït pel seu nebot Saladí. Un cop arribà l'ajuda de la flota romana d'Orient, Amalric va assetjar Damiata per terra i per mar. Nur-ad-Din va enviar contingents a Egipte mentre atacava la indefensa Síria, provocant la retirada dels francs,
El 1170 Saladí contraatacar i va prendre la ciutat d'Elat, tallant la connexió de Jerusalem amb el mar Roig, i l'any següent es va fer nomenar soldà d'Egipte. Ara Jerusalem es trobava envoltada d'enemics, amb Saladí a Egipte, i Nūr al-Dīn preocupat de poder controlar el seu vassall que s'havia tornat tant poderós. Amalric també havia de fer front a l'amenaça dels hashshashins i a les dissensions internes que mantenia amb els Cavallers del Temple.
Nūr al-Dīn va morir el 1174, i Amalric va aprofitar per posar setge a Banias immediatament. Tornant del setge caigué víctima de la disenteria, i uns dies després moria a Jerusalem. Va ser succeït pel seu fill Balduí el Leprós.